# ブルシェンシャフト
ブルシェンシャフト（Burschenschaft,Burschen少年達の,-schaft集合体、学生組合や学生同盟といった意）は、1815年に創設されたドイツの学生結社連合。19世紀初頭におけるドイツの自由主義運動を主導したが、オーストリア外相（のちに宰相）のメッテルニヒによって弾圧され、その運動は挫折に終わった。

## 背景

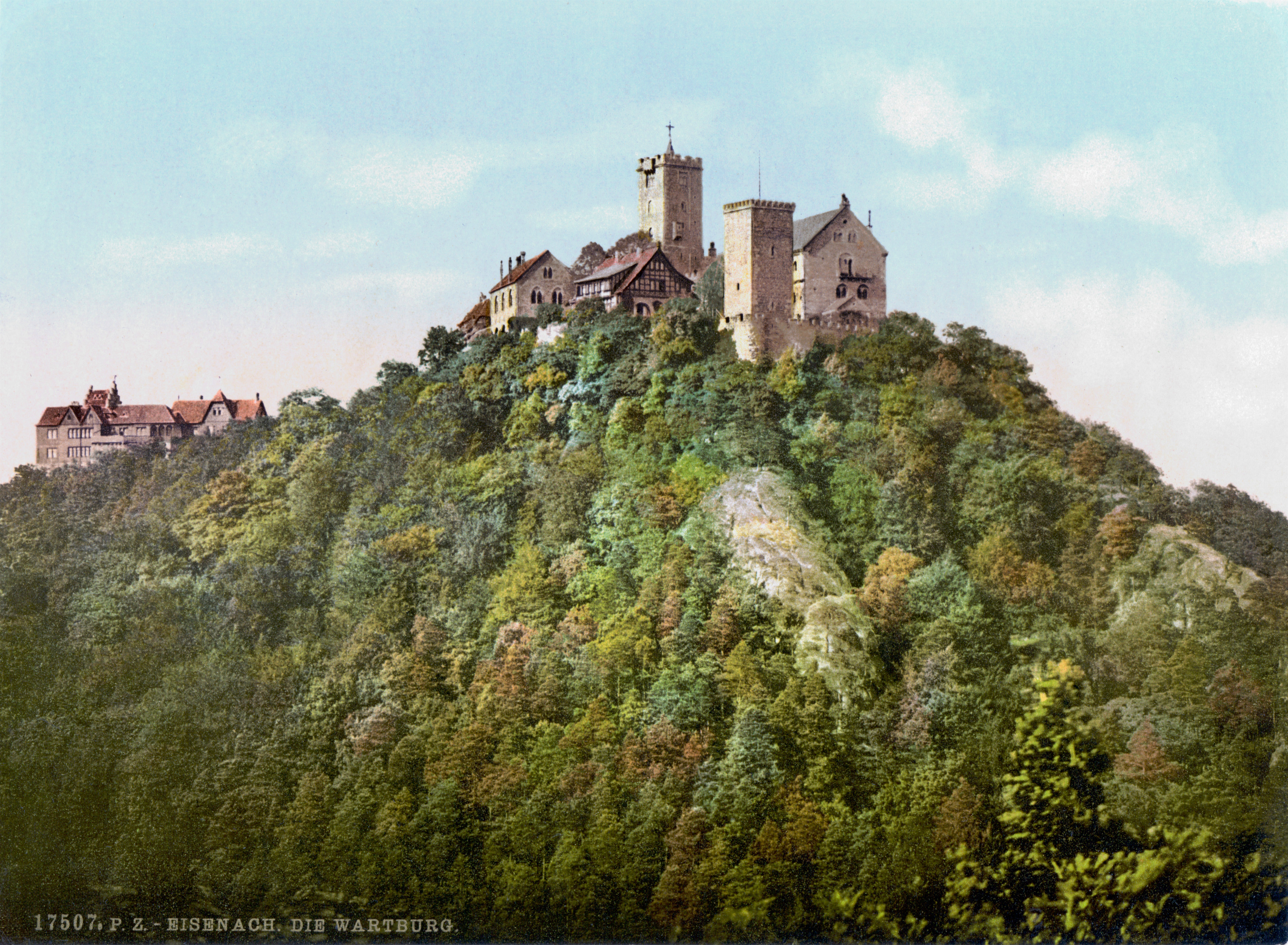
アイゼナハのヴァルトブルク城。この地でルターは新約聖書をドイツ語に翻訳した。このことによって、国語としてのドイツ語が生み出されたという点でも、ヴァルトブルク城は重要な意味を持っていた。

ナポレオン戦争に際してフランスに征服されたドイツ諸邦では、ヨハン・ゴットリープ・フィヒテの連続演説「ドイツ国民に告ぐ」などに見られるように、民族主義的なナショナリズムが鼓舞されていった。その際に義勇軍として戦った学生たちにとって、ナショナリズムと自由主義を否定するウィーン体制は合点のいかないものであった。また、ウィーン体制において成立していたドイツ連邦は諸邦の連合体であり、ドイツ民族の統一からかけ離れたものになっていた。こうしたことから、イェーナ大学、ギーセン大学の学生などを中心に学生結社が結成され、ドイツの自由主義的改革やドイツ統一を主張した活動が本格化した。ただし、「ブルシェンシャフト運動には、出発の当初から、・・・ドイツの統一、旧体制の打破を叫ぶ政治運動」の面と「決闘という悪習をやめ、暴飲暴食をこととする野放図な学生生活を向上させようとする、学生の生活改善運動」の面、その両者が混在していたために、この運動の複雑さがあった。
最初のブルシェンシャフトはイェーナ大学において1815年6月12日に結成された。Burschenschaftという名称の産みの親はw:Friedrich Ludwig Jahnである。

## 運動の高揚と挫折
1817年、ヴァルトブルク城付近で行われた宗教改革300年祭（1517年にマルティン・ルターが95箇条の論題を示している）で、各地から集結した学生たちが気勢をあげたことや、翌18年には各地の学生結社が全ドイツ・ブルシェンシャフトとして結束する動きを見せたことが、ドイツ諸邦の君主からの警戒を集めた。とりわけ、オーストリアの政治家メッテルニヒは、この問題に迅速な対処を図った。
1819年、ブルシェンシャフトの急進派カール・ザントが、保守反動的とみなされた劇作家コッツェブーを暗殺する事件が起こり（カール・ザントは死刑に処される）、これを契機としてメッテルニヒは主要諸邦の代表をカルロヴィ・ヴァリ（独・カールスバート）に集め、ブルシェンシャフトに対する本格的な弾圧を決議（カールスバート決議）した。（この際、連邦議会に諮る前にこの非公式な会談で連邦の方針が決定されており、ドイツ連邦における主権国家の連合体という理念が形骸化していることが明白になった。）その後もブルシェンシャフトは存続し、1848年革命にも積極的に関わっている。自由主義的なドイツ統一を目指したフランクフルト国民議会においても、ブルシェンシャフト関係者の一部が議員になっていた。ドイツ統一以降はブルシェンシャフトも排他的な民族主義から急進的な自由主義まで多くの政治的傾向を包括していたが、ドイツ革命を経てヴァイマル共和政が確立してからは反ユダヤ主義の標榜や共和制の否定など以前の自由主義的な要素は失われていった。そのため、20世紀前半にはナチスの主張に傾倒するものも多かった。
第二次世界大戦後の非ナチ化の過程でブルシェンシャフトも再建されたものの今日でも右翼の養成機関として見られており、実際オーストリアの自由党やドイツのための選択肢には多くのブルシェンシャフト活動家が参加している。